# 1 en 2 Kronieken
De boeken 1 en 2 Kronieken zijn boeken in de Hebreeuwse Bijbel. Oorspronkelijk vormen zij één boek dat in de Hebreeuwse indeling van de Tenach hoort bij de ketoebiem of Geschriften.

## Naamgeving
De traditionele naam van het boek luidt in het Hebreeuws דִּבְרֵי הֲיָּמִים, divrê hǎjjāmîm, "woorden/aangelegenheden van de dagen", een gebruikelijke Hebreeuwse term voor 'annalen' of 'dagboeken'.
De splitsing in twee boeken, ter wille van de omvang, vond voor het eerst plaats in de 16e eeuw. Hier kregen ze de naam Paralipomenon, "wat over gebleven is", namelijk wat overbleef na 1 en 2 Samuel en 1 en 2 Koningen. In de Vulgaat werd deze naam gehandhaafd. Na de splitsing in twee boeken worden ze in het Hebreeuws aangeduid als Diwree-HaJamiem Allef en Diwree-HaJamiem Beet.
In protestantse kring wordt veelal aan de boeken gerefereerd als Kronieken, met de afkorting "Kron."; een naam die ook in Rooms-katholieke Bijbels gebruikt wordt. De afkorting "Par." wordt vrijwel uitsluitend in de Rooms-katholieke literatuur gebruikt.

## Indeling
De inhoud van de boeken kan in een aantal delen worden gegroepeerd:
- De hoofdstukken 1 Kronieken 1-9 bevatten een opsomming van geslachtsregisters, van Adam t/m de tijd van koning Saul;
- 1 Kronieken 10 bevat het verhaal over Sauls dood;
- 1 Kronieken 11 t/m 29 betreft de regering van koning David;
- 2 Kronieken 1-9 verhaalt de regering van koning Salomo;
- De hoofdstukken in 2 Kronieken 12 t/m 36 bevatten een opsomming van de regering van de overige koningen van het Koninkrijk Juda en noemen de terugkeer uit de Babylonische ballingschap. Daarmee is er een paar verzen overlap met het boek Ezra.

## Ontstaan en auteur
Het is mogelijk dat deze twee boeken oorspronkelijk deel uitmaakten van een groter werk, waar ook de huidige boeken Ezra en Nehemia deel van uitmaakten. Een aanwijzing hiervoor is het einde van 2 Kronieken, waarvan de laatste verzen identiek zijn aan de eerste verzen van het boek Ezra.
Omdat 2 Kronieken sluit met de terugkeer uit de Babylonische ballingschap, moeten de boeken samengesteld zijn na deze terugkeer. In de Joodse rabbinale traditie wordt Ezra als auteur gezien. De datering zou dan tussen 450 v.Chr. en 435 v.Chr. liggen. Deze opvatting is tot in de 17e eeuw gehandhaafd. Ook in geest, stijl en woordkeus zijn er grote overeenkomsten tussen Kronieken en Ezra.
Het geslachtsregister van David wordt opgesomd tot het zesde geslacht na Zerubbabel (1 Kronieken 3:19-24). Het bedrag benodigd voor de herbouw van de Joodse tempel wordt uitgedrukt in talenten (darics in het Hebreeuws), een munt die pas ten tijde van de Perzische overheersing in Israël gangbaar werd. Ook taalkundige kenmerken, zoals het gebruik van Aramees, pleiten voor een latere datering. De meeste moderne theologen komen hierdoor op een datering tussen 300 v.Chr. en 250 v.Chr..
Omdat de geslachtsregisters tekenen van latere wijzigingen vertonen, het niet waarschijnlijk is dat latere auteurs oude bedragen naar de dan gangbare munten gaan omrekenen, en het doel van het boek beter past in een periode vlak na de terugkeer uit de ballingschap, houden orthodoxe (Rooms-Katholieke) theologen vaak vast aan Ezra of een tijdgenoot als auteur.
De bronnen, waaruit de kroniekschrijver zijn werk compileerde, bestonden uit staatskronieken, registers en geslachtstabellen. Hier wordt in het boek aan gerefereerd (1 Kronieken 27:24; 29:29; 2 Kronieken 9:29; 12:15; 13:22; 20:34; 24:27; 26:22; 32:32; 33:18, 19; 27:7; 35:25). Er zijn tussen de Kronieken en de boeken van Samuel en Koningen 40 parallellen te trekken, vaak woordelijk, die aantonen dat de schrijver deze bronnen kende en gebruikte (vergelijk bijvoorbeeld 1 Kronieken 17:18 met 2 Samuel 7:18-20 en 2 Kronieken 19 met 2 Samuel 10).

## Thema en boodschap
In hun algemene opzet zijn de boeken eerder didactisch dan historisch. Het hoofddoel van de schrijver lijkt het presenteren van morele en religieuze waarheden te zijn. Religieuze instellingen krijgen soms meer aandacht dan politieke gebeurtenissen.
"De geslachtsregisters in de eerste 9 hoofdstukken zijn voor de moderne lezer uitermate saai, maar voor de Joden uit die tijd een belangrijke bron van publieke staatkundige informatie. Ze vormden de basis voor de verdeling van het land, en voor de wijze en taakverdeling van de diensten in de tempel. Immers alleen de Levieten en hun nakomelingen hadden het recht in de tempel te dienen, en hun kwamen ook de eerstelingen van de oogst toe."
Het onderwerp van de Davidische monarchie loopt als rode draad door deze twee boeken. De behandelde koningen zijn uitsluitend die van het zuidelijke koninkrijk, de koningen van het noordelijke tien stammenrijk worden niet vermeld.
Een tweede rode draad wordt gevormd door de tempel. De verhuizing van de ark van het verbond naar Jeruzalem krijgt hier meer aandacht dan in Koningen. Bij de regering van Salomo wordt verhoudingsgewijs zeer veel ruimte besteed aan de tempelbouw.
De nadruk ligt op de koningen die God trouw zijn:
- David: 1 Kronieken 10-29
- Salomo: 2 Kronieken 1-9
- Asa: 2 Kronieken 14-16
- Josafat: 2 Kronieken 17-20
- Joas: 2 Kronieken 23-24
- Hizkia: 2 Kronieken 29-32

Koningen die "doen wat niet goed is in de ogen van de Heer" krijgen veel minder aandacht, vaak minder dan 1 hoofdstuk. De schrijver versterkt hiermee zijn boodschap: wanneer de mensen God zoeken, zegent hij hen met voorspoed, rijkdom en overwinning. Het verlaten van God valt samen met overheersing en aanvallen van buurvolken.

## Relaties met andere Bijbelboeken
Kronieken kan niet als samenvatting van Samuel en Koningen beschouwd worden. In vergelijking met Samuel en Koningen laat Kronieken veel onderwerpen weg die elders verhaald worden (2 Samuel 6:20-23; 9; 11; 14-19, etc.) en bevat veel informatie die alleen hier voorkomt (1 Kronieken 12; 22; 23-26; 27; 28; 29, etc.). Twintig volledige hoofdstukken en 24 delen van hoofdstukken met onderwerpen die niet in de beide andere boeken voorkomen. In een aantal gevallen worden onderwerpen meer in detail uitgewerkt, zoals de lijst van Davids helden (1 Kronieken 12:1-37), de verhuizing van de ark van het verbond van Kirjath-Jearim naar de berg Zion (1 Kronieken 13; 15:2-24; 16:4-43; vgl. 2 Samuel 6), Uzzia's huidvraat en de oorzaak hiervan (2 Kronieken 26:16-21; vgl. 2 Koningen 15:5, etc.).
Men heeft opgemerkt dat het boek vaak recentere namen gebruikt in plaats van namen en uitdrukkingen die in verval geraakt waren. Dit komt vooral tot uiting in nieuwe plaatsnamen, zoals die in de dagen van de schrijver gebruikt werden, zoals Gezer (1 Kronieken 20:4) in plaats van Gob (2 Samuel 21:18).
Er wordt in het Nieuwe Testament aan deze boeken gerefereerd, maar zonder teksten woordelijk te citeren (Hebreeën 5:4, vgl 2 Kronieken 26:16; Matteüs 12:42; 23:35 (vgl. 2 Kronieken 24:21); Lucas 1:5 (vgl. 1 Kronieken 24:10); 11:31,51).